# Rato de laboratório

O rato de laboratório branco (albino) é um organismo modelo icônico de pesquisa científica em uma variedade de Campos.

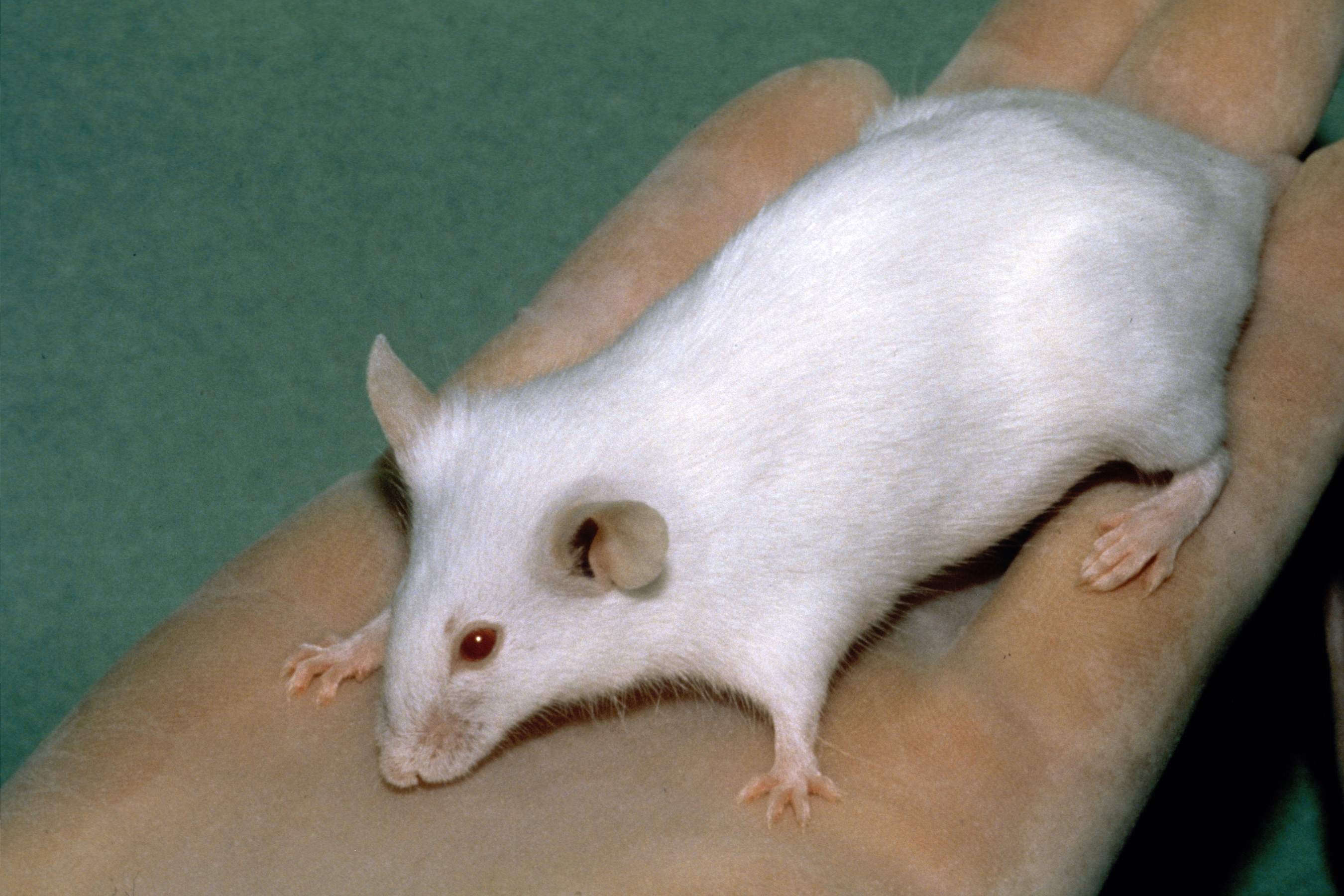
Um camundongo com imunodeficiência combinada grave (não humana), SCID.

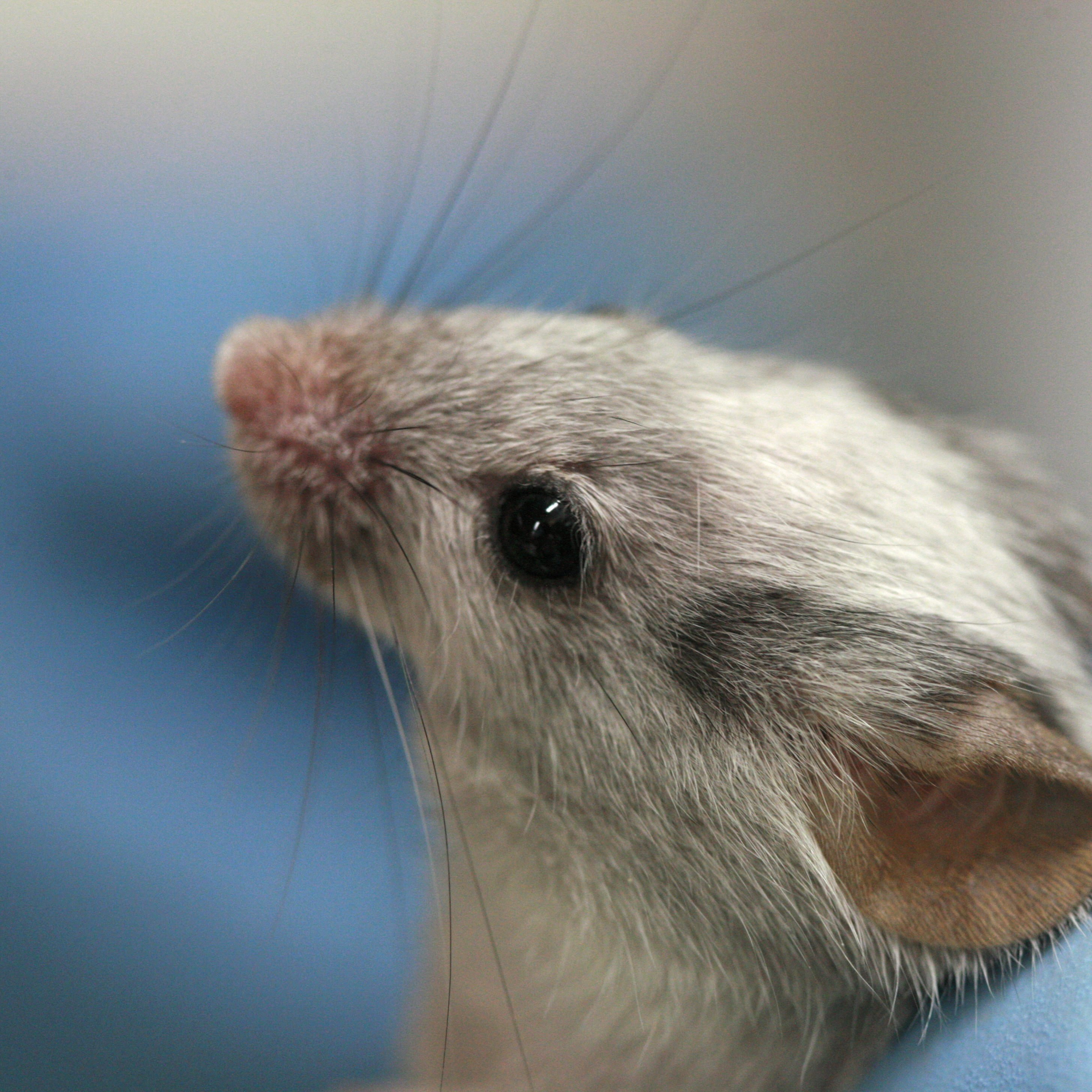
Rato com pelo de cor intermediária.

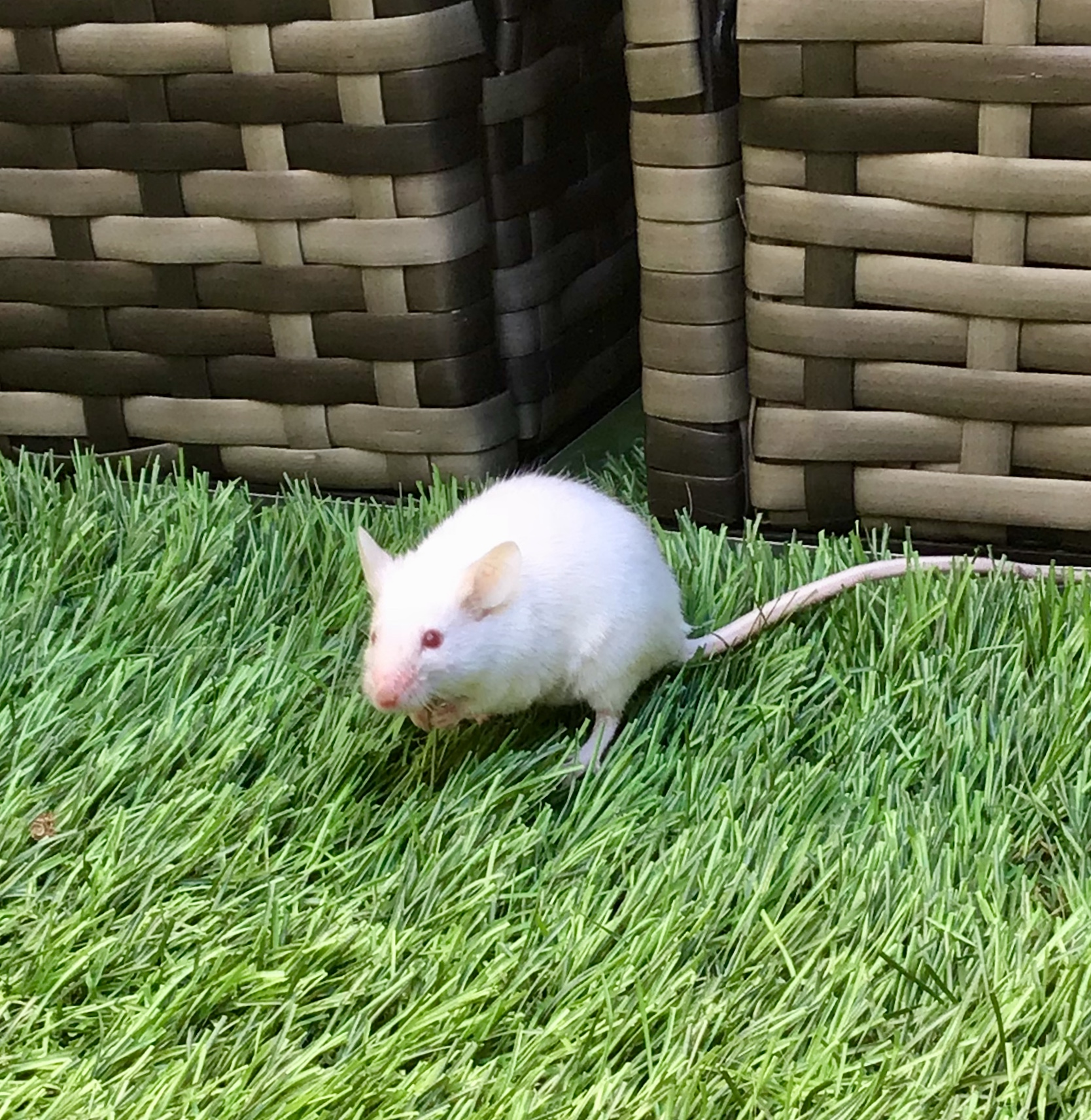
Rato de laboratório mantido como animal de estimação.

O rato de laboratório é um pequeno roedor criado e utilizado principalmente para investigação científica, que pertence geralmente à espécie Mus musculus (rato doméstico). São os mamíferos mais utilizados em investigação como organismo modelo em áreas como genética, fisiologia, psicologia, medicina e outras disciplinas científicas. Nem sempre são brancos; depende da estirpe. Os ratos pertencem ao clado dos animais Euarchontoglires, que também inclui os humanos. Esta relação relativamente próxima, juntamente com uma alta homologia com os seres humanos, juntamente com a sua facilidade de manutenção e manuseamento e elevada taxa de reprodução, tornam os ratos modelos particularmente adequados para investigação orientada para o homem. O genoma do ratinho de laboratório é sequenciado e muitos genes de ratinhos têm homólogos no genoma humano. O rato de laboratório é também vendido em lojas de animais como alimento vivo para cobras mantidas em cativeiro e pode também ser mantida como animal de estimação.
Outras espécies de ratos são por vezes também utilizadas como ratos de laboratório, incluindo as espécies americanas Peromyscus leucopus e Peromyscus maniculatus.

## A história como modelo biológico
Os ratos têm sido utilizados na investigação biomédica desde o século XVII, quando William Harvey os utilizou nos seus estudos de reprodução e circulação sanguínea e Robert Hooke para investigar as consequências biológicas do aumento da pressão do ar. Durante o século XVIII Joseph Priestley e Antoine Lavoisier utilizaram ratos para estudar o sistema respiratório. No séc. XIX Gregor Mendel, um frade agostiniano, realizou as suas primeiras investigações sobre a herança da cor da pelagem do rato, mas os seus superiores do mosteiro pediram-lhe que deixasse de criar na sua cela aquelas "criaturas malcheirosas que, além disso, copulavam e faziam sexo". Mudou então a sua pesquisa para ervilhas. Em 1902, Lucien Cuénot publicou os resultados das suas experiências com ratos que mostraram que as leis de Mendel da hereditariedade eram também válidas nos animais, e os resultados foram logo confirmados e estendidos a outras espécies.
No início do século XX, o estudante de licenciatura da Harvard Clarence Cook Little estava a realizar estudos sobre genética de ratinhos no laboratório de William Ernest Castle. Little e Castle trabalharam em estreita colaboração com Abbie Lathrop, que era uma excêntrica criadora de ratos e ratazanas que vendia roedores a amantes de animais de estimação exóticos, e mais tarde começou a vender grandes quantidades a investigadores científicos. Juntos geraram a estirpe de ratinhos endogâmicos DBA (Dilute Brown e non-Agouti) e iniciaram a geração sistemática de ratinhos endogâmicos. Desde então, o ratinho tem sido amplamente utilizado como organismo modelo e está associado a muitas descobertas importantes na biologia do século XX e XXI.
O Jackson Laboratory de Bar Harbor, Maine é atualmente um dos maiores fornecedores mundiais de ratos de laboratório, fornecendo cerca de 3 milhões de ratos por ano. O laboratório é também a fonte de mais de 8.000 estirpes de ratinhos geneticamente definidas e alberga também a base de dados Mouse Genome Informatics.

## Reprodução

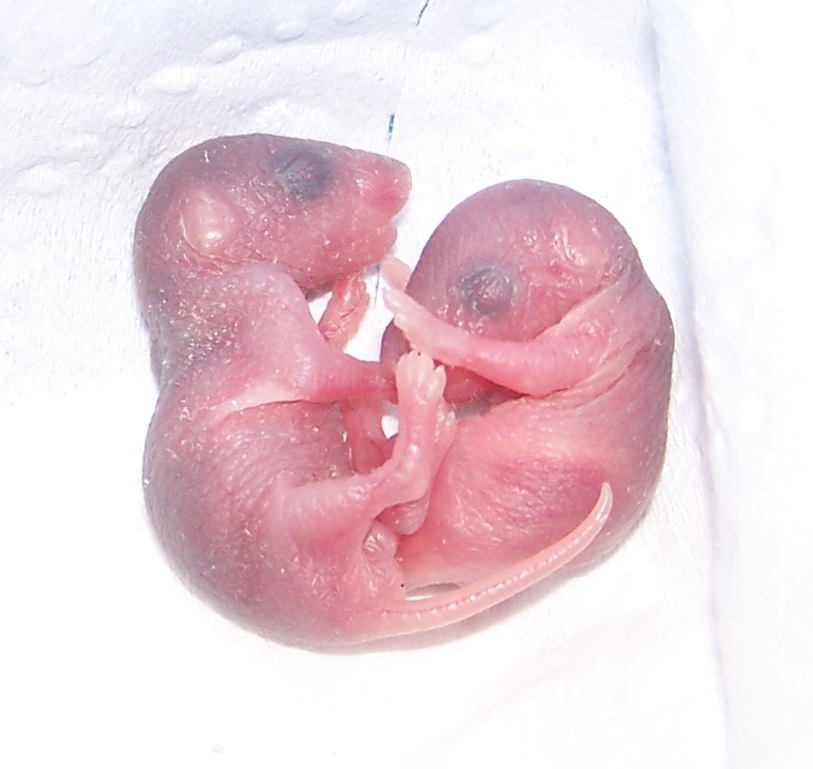
Ratos de um dia

Tanto as fêmeas como os machos começam a reproduzir-se aos 50 dias de idade, embora as fêmeas possam ter o seu primeiro estro aos 25-40 dias. Os ratos são animais poliéstricos e reproduzem-se durante todo o ano; a ovulação é espontânea. A duração do ciclo éstrico é de 4 a 5 dias, dura cerca de 12 horas e ocorre durante a tarde. Os testes vaginais são úteis para reproduções sincronizadas para determinar a fase do ciclo éstrico. O acasalamento pode ser confirmado pela presença de um tampão copulatório na vagina até 24 horas após a cópula. A presença de espermatozóides no esfregaço vaginal é também um indicador fiável de acasalamento.
O período médio de gestação é de 20 dias. Um estro pós-parto fértil ocorre 14–24 horas após o parto, e a lactação e a gestação simultâneas prolongam a gestação em 3–10 dias devido ao atraso na implantação. A ninhada média é de 10 a 12 crias durante a produção ideal, mas é altamente dependente da estirpe. Regra geral, os ratinhos consanguíneo tendem a ter gravidezes mais longas e ninhadas mais pequenas do que os ratinhos não consanguíneos e híbridos. Os jovens pesam 0,5-1,5 g ao nascimento, não têm pêlo e nascem com os olhos e os ouvidos fechados. Os juvenis são desmamados às 3 semanas de idade, altura em que pesam 10-12 g. Se a fêmea não acasalar durante o cio pós-parto, os ciclos são retomados 2–5 dias após o desmame.
Os machos recém-nascidos são diferenciados das fêmeas recém-nascidas pelos machos terem uma distância anogenital maior e papilas genitais maiores. Isto verifica-se melhor pegando nas caudas dos irmãos da ninhada e comparando os períneo.

## Genética e sepas
Os ratos são mamíferos do clado (grupo constituído por um antepassado e todos os seus descendentes) Euarchontoglires, o que significa que está entre os parentes não-primatas mais próximos dos humanos, juntamente com lagomorfos, tupaidos e dermoptera.

|  | Rodentia (roedores)                 |
|  |                                     |
|  | Lagomorpha (coelhos, lebres, pikas) |
|  |                                     |

|  | Dermoptera (dermópteros)                                                   |
|  |                                                                            |
|  | \| \| Primates (†Plesiadapiformes, Strepsirrhini, Haplorrhini) \| \| \| \| |
|  |                                                                            |
|  | Primates (†Plesiadapiformes, Strepsirrhini, Haplorrhini)                   |
|  |                                                                            |

|  | Primates (†Plesiadapiformes, Strepsirrhini, Haplorrhini) |
|  |                                                          |

|  | Dermoptera (dermópteros)                                                   |
|  |                                                                            |
|  | \| \| Primates (†Plesiadapiformes, Strepsirrhini, Haplorrhini) \| \| \| \| |
|  |                                                                            |
|  | Primates (†Plesiadapiformes, Strepsirrhini, Haplorrhini)                   |
|  |                                                                            |

|  | Primates (†Plesiadapiformes, Strepsirrhini, Haplorrhini) |
|  |                                                          |

|  | Rodentia (roedores)                 |
|  |                                     |
|  | Lagomorpha (coelhos, lebres, pikas) |
|  |                                     |

|  | Dermoptera (dermópteros)                                                   |
|  |                                                                            |
|  | \| \| Primates (†Plesiadapiformes, Strepsirrhini, Haplorrhini) \| \| \| \| |
|  |                                                                            |
|  | Primates (†Plesiadapiformes, Strepsirrhini, Haplorrhini)                   |
|  |                                                                            |

|  | Primates (†Plesiadapiformes, Strepsirrhini, Haplorrhini) |
|  |                                                          |

|  | Dermoptera (dermópteros)                                                   |
|  |                                                                            |
|  | \| \| Primates (†Plesiadapiformes, Strepsirrhini, Haplorrhini) \| \| \| \| |
|  |                                                                            |
|  | Primates (†Plesiadapiformes, Strepsirrhini, Haplorrhini)                   |
|  |                                                                            |

|  | Primates (†Plesiadapiformes, Strepsirrhini, Haplorrhini) |
|  |                                                          |

Os ratos de laboratório são da mesma espécie que o rato doméstico; no entanto, tendem a ser diferentes em comportamento e fisiologia. Existem centenas de estirpes endogâmicas ou consanguíneas (inbreed ou endocría), estirpes não endogámicas ou não consanguíneas (outbreed ou exocría) e transgénicas. Uma estirpe, em referência aos roedores, é um grupo em que todos os membros são o mais geneticamente idênticos possível. Em ratos de laboratório, isto é feito através do acasalamento. Quando temos este tipo de população, é possível realizar experiências sobre a função dos geness, ou experiências que excluam a variação genética como factor. Em contraste, as populações não endogâmicas são utilizadas quando não são necessários genótipos idênticos ou é necessária uma população com variação genética, e são geralmente referidas como stocks em vez de linhagens. Foram desenvolvidas centenas de linhagens endogâmicas padronizadas.

### Outros artigos
- Testes com animais
- Organismos modelo

### Bibliografía
- Musser GG, Carleton MD (2005). «Superfamily Muroidea». In:  Wilson, D.E., Reeder, D.M. Mammal Species of the World: a taxonomic and geographic reference 3ª ed. Baltimore: Johns Hopkins University Press. pp. 894–1531. ISBN 978-0-8018-8221-0
- Nyby J (2001). «Ch. 1 Auditory communication in adults». In:  Willott, James F. Handbook of Mouse Auditory Research: From Behavior to Molecular Biology. Boca Raton: CRC Press. pp. 3–18. ISBN 9780849323287